# 安东·哈夫纳
安东·“托尼”·哈夫纳（英語：Anton "Toni" Hafner）是第二次世界大战期间德国空军的一名军事飞行员，曾在795次战斗任务中击落了204架敌机。大多数他的胜利在东线，但他在北非戰場中声称20场胜利在西部战线。哈夫纳出生于符腾堡埃尔巴赫，在魏玛共和国和纳粹德国长大。